# Артеміс Фаул (серія романів)
«Арте́міс Фа́ул» — серія науково-фентезійних романів ірландського письменника Йона Колфера про геніального хлопчика Артеміса Фаула і чарівний народ. На сьогодні вийшло 8 книг із серії.

## Книги серії
1. Артеміс Фаул
2. Артеміс Фаул. Випадок в Арктиці
3. Артеміс Фаул. Код вічності
4. Артеміс Фаул. Зрада Опал
5. Артеміс Фаул. Втрачена колонія
6. Артеміс Фаул. Парадокс часу
7. Артеміс Фаул. Поклик Атлантиди
8. Артемис Фаул. Останній хранитель

## Світ Артеміса Фаула
Світ у серії романів про Артеміса Фаула поділяється на світ людей або «багноїдів» та на підземний світ, де живе чарівний народ, що складається із ельфів, спрайтів, піксі, гномів, гоблінів, тролів та багатьох інших істот, який багноїди вважають вигаданими. Ці істоти переселилися під землю через споживацьке ставлення людей до природи. Підземні жителі володіють магією, а в стадії розвитку науки та технологій чарівний народ значно переважає людей.
Сім'я Фаулів є великою династією, яка керує злочинним синдикатом і проводить махінації по всьому світу. Їм уже декілька століть служать представники династії Лаккеїв. Можливо, від їхнього прізвища і з'явилося слово «лакей». Садиба Фаулів розташовується у передмісті Дубліна. Останній член цієї династії, незважаючи на молодий вік (12 років у першій книзі серії), а його геніальність дозволила не тільки дізнатися про існування чарівного світу, а й отримати від ельфів значну кількість золота.

## Народи
У світі Артеміса Фаула крім людей живуть ще багато розумних та напіврозумних рас. Ці раси, які люди вважають вигаданими, складають чарівний народ, що змушений жити під землею через агресивне ставлення «багноїдів», як називають людей підземні жителі. Більшість підземних народів володіють магією, що допомагала їм в минулому приховувати своє існування від людей. А на сьогодні їм допомагають в цьому технології.

### Ельфи
Зростом близько метра ельфи приблизно відповідають уявленням людей про цей народ. Вони прекрасно володіють магією, мають тендітну статуру та гострі вушка. Більшу частину ЛеППРКОНу складають ельфи. До представників цієї раси в серії романів про Артеміса Фаула належать капітан Холлі Шорт, майор Джуліус Рут, брати Кельп та інші.

### Гноми
Вроджені копачі підземних тунелів гноми нагадують помісь кротів та земляних черв'яків. Гноми можуть на дивовижу швидко відкрити рот, щоб заковтувати ґрунт, потів блискавично пропускають його через свій травний тракт і викидають з іншого кінця. Але оскільки ґрунт вміщає велику кількість повітря, гномам потрібно викидати залишки газу із кишечника, правила хорошого гном'ячого тону вимагають зробити це в тунелі. Шкіра гномів може всією своєю поверхнею вбирати вологу із навколишнього ґрунту. Якщо гном не отримував води вже декілька днів, то його пори збільшуються до розміру голівки шпильки, перетворюючись у присоски. Борода гномів є скупченням вібрисів, які при висмикуванні тверднуть і стають жорсткими. Ззовні гноми настільки схожі на людей, що можуть видавати себе за карликів. Згідно з книгою «Місія в Арктику» всі мови світу походять від гном'ячої, зокрема й американська собача. Гноми, що з'являються в книгах — це Мульч Діггумс, клептоман і злодій, а також Арк Сул, командир Розвідувального Корпусу.

### Гобліни
Походять від ящірок. Гобліни не є найрозумнішими жителями підземного світу. Гобліни можуть випускати зі своїх ніздрів кульові блискавки, що викликає у гномів (які не дуже люблять світло) страх і огиду. Гобліни настільки обмежені, що не можуть одночасно іти й чухатися. Їм потрібно спочатку зробити щось одне. Найбільший ворог гобліна — інший гоблін, тому що ці створіння постійно зраджують одне одного, намагаючись усунути суперника на шляху до влади. Для гоблінів у Підземному світі є спеціальна в'язниця на піку Вийвовк.
До гоблінів належать члени банди Б'ва Келл.

### Кентаври
Кентаври абсолютно не володіють магією, але заміняють цей недолік успіхами у науках. Всі кентаври — певною мірою параноїки, і на це є причини — у світі їх залишилося близько ста особин. Їх родичів, єдинорогів, люди знищили повністю. Під землею живуть всього шість кентаврів, що розуміють свою древню мову. Мова кентаврів є найдавнішою формою письменності. Більше десяти тисяч років тому, коли люди вперше почали полювати на чарівних істот, алфавіт кентаврів уже існував. До наших днів серед кентаврійських рукописів збереглися лише «Скрижалі Капалли».
Єдині представники раси в серії романів — це найталановитіший винахідник і геніальний учений серед всього підземного народу — О'Гир (Фоулі) і його подруга Кобиліна, яку він зустрів у одному із клубів.

### Піксі
Маленькі, граційні та злобні піксі займаються у Підземному світі виготовленням різних товарів. До цього народу належить багате сімейство Кобой і одна із членів цієї сім'ї — Опал, яка через бажання стати королевою чарівних народів організувала повстання гоблінів. Піксі обожнюють дві речі — владу та шоколад.

### Спрайти
Зеленошкірі крилаті спрайти вважають, що пара крил робить їх найкращими і змушує будь-яку дівчину упасти їм в обійми. Спрайти вважаються найбільш нахабними і самовпевненими представниками чарівного народу. Через наявність крил їх використовують як розвідників і легку авіацію. Саме представниця цієї раси передала Артемісу Фаулу Книгу, чарівний артефакт, що вміщає закони, ритуали підземного світу та багато інформації про чарівних істот. До сімейства спрайтів також належить Кур Пустомол — капрал, якого врятували Холлі Куць на самому початку повстання гоблінів.

### Тролі
Недалекі, але дуже сильні тролі є гігантськими мавпоподібними хижаками. Тролі є напіврозумними тваринами чарівного світу, які, прориваючись іноді на поверхню, трощать все, що попалося під руку. Вони ненавидять шум, світло і, відповідно, вогонь. Але магічні істоти не вбиватимуть троля, хіба що заради порятунку життя, бо вони є представниками магічної раси. Єдиний, хто міг здолати троля наодинці, навіть без вогнепальної зброї, використовуючи лише середньовічну булаву — це Батлер, охоронець та слуга Артеміса Фаула

## «Люди Бруду» та жителі «Небесного міста»
- Артеміс Фаул II — головний герой. Юний геній.
- Домовик Батлер — охоронець, слуга, друг Артеміса Фаула.
- Джульєтта Батлер — сестра Батлера, служниця в обійсті Фаулів.
- Анджеліна Фаул — мати Артеміса Фаула, що збожеволіла після зникнення чоловіка.
- Артеміс Фаул I — батько Артеміса Фаула-молодшого. Його викрала російська мафія, але згодом звільнила.
- Беккет і Майлз Фаул — молодші брати Артеміса, близнюки.
- Йон Спіро — бізнесмен-голова компанії «Майкрочіпс». Має поганий характер, з допомогою сили забрав у Артеміса «Всевидюще Око» під час зустрічі.

### Жителі «Небесного міста»
- Холлі Шорт — ельф-капітан ЛЕПРЕКОНу. Перша жінка-офіцер Легіону.
- Джуліус Рут — командир-ельф ЛЕПРЕКОНу. Має важкий характер. Багато курить.
- Фоулі — кентавр, геніальний винахідник. Друг Холлі Шорт та Артеміса Фаула
- Брайар Каджон— колишній майор ЛеППРКОНу, пізніше лейтенант, друг, а згодом заклятий ворог командира Рута, що завадив здійснитися його планам із захоплення влади; з помсти організував заколот гоблінів, в ході якого і був убитий
- Трабл Кельп — капітан, згодом майор ЛЕПРЕКОНу, друг Холлі. Отримав прізвисько «Клопіт» ще в училищі за свій характер.
- Опал Кобой— вчена-піксі, конкурент Фоулі, вся зброя та система безпеки виготовлена її фірмою. Поплічниця Брайара Каджона.
- Мульч Діггумс — гном-клептоман, друг Артеміса, Холлі, Фоулі. Єдиний, хто зміг пробратися в обійстя Фаулів, залишившись непоміченим
- та інші.

## Екранізація
Планувалося створення фільму за мотивами перших двох книг. Було обіцяно барвисту картину з використанням комп'ютерної графіки. До роботи за сценарієм та суміщенням змісту перших двох книг був причетний особисто Йон Колфер, про що він говорив у своєму відеозверненні. Фільм повинен був вийти у прокат 2011 року, але виходить тільки у 2020. Прем'єра в Україні — 28 травня 2020 року. Студія виробництва — Walt Disney Pictures.